# František Ulrich
František Ulrich (6. února 1859 Hradec Králové – 17. května 1939 Rokycany) byl český advokát, poslanec, autor básní a prózy. Jako dlouholetý starosta města Hradce Králové (1895 až 1929) patřil k nejvýznamnějším osobnostem jeho novodobých dějin. Výrazně se zasloužil o moderní přestavbu a všestranný rozvoj města, což Hradci vyneslo přezdívku „Salon republiky“.

## Rodina
Byl synem Františka Ulricha, učitele (od 1852) a později ředitele královéhradecké reálky (od 1866), a jeho manželky Marie Ulrichové rozené Jeřábkové, která byla dcerou hradeckého měšťana a krupaře Václava Jeřábka. Měl pět sourozenců bratry Václava, Karla a Aloise (Václav zemřel v dětském věku a Karel jako mladý při chřipkové epidemii) a sestry Marii a Annu. Rodinu pojilo pevné přátelství s Klumparovými. Otec Františka Ulricha se i díky svému zaměstnání přátelil s ředitelem gymnázia Janem Květoslavem Klumparem, a František Ulrich byl vrstevníkem jeho synů Otakara Klumpara a Ladislava Klumpara.
V roce 1885 se František Ulrich oženil s dcerou svého nadřízeného Ludmilou Srdínkovou (5. května 1865 Praha – 28. února 1948), dcerou JUDr. Františka Srdínka a sestřenicí histologa, embryologa, mj. budovatele Purkyňova ústavu a ministra školství prof. MUDr. Otakara Srdínka. Z manželství se narodily tři děti: syn Karel a dcery Marie a Ludmila (nar. 1. dubna 1897). Dcera Ludmila se dne 18. prosince 1925 vdala za kardiologa Josefa Brumlíka.

## Život
František Ulrich se narodil 6. února 1859 v Hradci Králové v domě U Špuláků na Velkém náměstí. 

### Studia
Po maturitě na gymnáziu v Hradci Králové studoval práva na Právnické fakultě Univerzity Karlovy v Praze, kde roku 1881 promoval. Tři roky po promoci se stal advokátem po soudní praxi u krajského soudu v Hradci Králové. Poté praktikoval jako advokát v kanceláři Františka Srdínka, jehož dceru si vzal. Roku 1888 si díky tomu mohl dovolit otevřít samostatnou kancelář v Hradci Králové na Velkém náměstí.

### Politická kariéra
Většinu života se ale spíše než svému původnímu povolání věnoval politice. Byl zvolen do obecního zastupitelstva a roku 1895 starostou města Hradce Králové. Roku 1901 byl zvolen poslancem zemského sněmu za Svobodomyslnou stranu.
Politická kariéra Františka Ulricha začala v roce 1889, kdy byl poprvé zvolen do městského zastupitelstva. Zpočátku působil jako pomocník náměstka starosty Hradce Králové Ladislava Jana Pospíšila, který v něm spatřil velký potenciál. Po náhlém Pospíšilově úmrtí byl jako jeho nástupce do rady města zvolen František Ulrich. Pokračoval v práci, aby byl dokončen Pospíšilův hlavní cíl, a to zboření královéhradeckých hradeb.
V roce 1894 se zasloužil jako jeden ze členů výstavního výboru o úspěšný průběh Hospodářské, průmyslové a národopisné výstavy v Hradci Králové.  
V roce 1895 byl poprvé zvolen starostou města Hradce Králové. Jako starosta se postaral, aby po zrušení hradecké pevnosti roku 1884 a zboření hradeb (od roku 1894) byl prostor kolem historického jádra urbanisticky promyšlen a využit. Na projektu pracovali nejlepší čeští architekti, například Jan Kotěra a zejména Josef Gočár a další. Kotěra projektoval řadu budov, jak veřejných (Muzeum východních Čech 1908–1912; Okresní dům 1903–1905; Státní vědecká knihovna 1922–1923), tak soukromých (Grandhotel Urban). Gočára si Ulrich pozval roku 1922 k regulaci historického středu, zeleného pásu severně od hradeb a dalších částí, například Ulrichova náměstí.
V roce 1901 se stal zemským poslancem za Národní stranu svobodomyslnou. V rámci působení v Zemském sněmu se snažil vylepšit pozici regionu, například založením nové české obchodní živnostenské komory v Hradci Králové. Tento plán vyšel pouze částečně, byla založena Obchodní, živnostenská a průmyslová ústředna, v jejímž čele stál Ulrich až do své smrti. Jednou z důležitých věcí, o které se František Ulrich zasadil bylo prodloužení tzv. Asanačního zákona z roku 1897. Tento zákon osvobozoval od domovní daně veškeré novostavby a přestavby v bývalém pevnostním obvodu Hradec Králové. Původně měl trvat deset let, ale díky iniciativě Františka Ulricha a dalších byl zákon prodloužen do roku 1917.
O významu Ulrichovi osobnosti svědčí i udržování styků s významnými osobnosti politického i kulturního života. Z osobností, s nimiž si František Ulrich dopisoval, to byli například Alois Jirásek, Ignát Hermann, Josef Václav Sládek, Jaroslav Goll, Karel Kramář nebo Edvard Beneš.

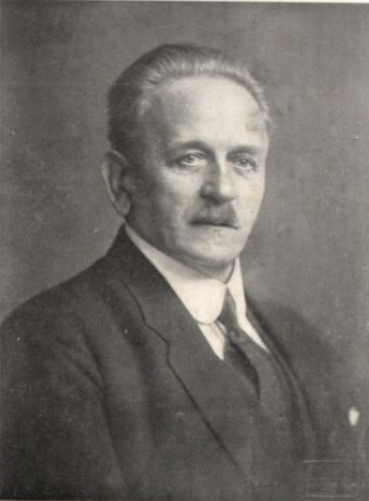
František Ulrich okolo roku 1925

Po těžkých časech první světové války v prvních poválečných volbách v roce 1919 František Ulrich obhájil post starosty města. Po dalších deseti letech dne 30. září 1929 na tuto pozici rezignoval a získal titul čestného starosty Hradce Králové.
V únoru 1935 byla u příležitosti 40 let od zvolení Ulricha starostou v tištěné podobě vydán jeho proslov při odhalení pomníku L. J. Pospíšila ze dne 25. června 1933.

### Závěr života, úmrtí a pietní akce
Ke konci života trpěl zdravotními obtížemi a odstěhoval se k dceři Ludmile do Rokycan, kde 17. května 1939 zemřel. Někdy bývá uváděno i datum 18. května.
V sobotu 20. května 1939 se v Hradci Králové konala smuteční schůze Obchodní a živnostenské komory v Hradci Králové. Projev pronesl ministerský rada Karel Collino či místopředseda komory R. Vitousek, který v něm hodnotil Ulrichovu nezištnost, životní moudrost, znalost lidí, bystrý postřeh situaci i osobní diskrétnost.
Ulrichův pohřeb se konal v pondělí 22. května ve 14:30 ve strašnickém krematoriu v Praze. Před rakví bylo více než 30 věnců, mj. od hlavního města Prahy, města Hradce Králové, Obchodní a živnostenském komory v Hradci Králové, Městské spořitelny, zaměstnanců Obchodní komory v Hradci Králové, královéhradecké školní rady a dalších. V čele smutečních hostů seděli rodinní příslušníci – syn soudní rada Karel Ulrich, dcera Marie a její manžel divizní generál Fiala a druhá dcera zubní lékařka MUDr. Ludmila Brumlíková. Na pohřbu vystoupilo celkem devět řečníků. Pohřbu se mj. účastnil i primátor hl. města Prahy Otakar Klapka a architekt Josef Gočár.
Město Hradec Králové sdílelo zármutek z úmrtí dlouholetého starosty smuteční výzdobou a zřízením pietního místa na Ulrichově náměstí.
Dne 26. května 1939 se v Mladé Boleslavi konala smuteční schůze Národohospodářského ústavu pro severovýchodní Čechy a Ústavu pro zvelebování živností v Mladé Boleslavi, na níž byla uctěna Ulrichova památka. Ulrich vznik obou ústavů podporoval. Pietních akcí se zúčastnili zástupců Obchodní a živnostenské komory v Hradci Králové, Okresního výboru mladoboleslavského, města Mladé Boleslavi, Svazu průmyslníků či Národní banky.

## Literární činnost
Už za studií byl literárně činný a roku 1878 se podílel na almanachu Máj. Mezi jeho básnické počiny napsané v 70. letech 19. století patří básně nazvané Chaos a Model. V 90. letech 19. stolletí pak vznikly Písně svatební. Některá z těchto děl vyšla až o mnoho let později ve 20. letech 20. století. V poslední čtvrtině 19. století vydával některé své básnické počiny v časopisech Lumír, Světozor, Koleda a Zvon. Vystupoval pod pseudonymy Trnovský nebo Hradecký. Ulrich ve svých básních často navazuje na osobní zážitky, vzpomíná například na hospodářskou a národopisnou výstavu v Hradci Králové v roce 1894 nebo je jedním z jeho významných počinů oslavná báseň Upomínka na boření hradeb královéhradeckých dne 4. října 1884.

## Ocenění
Ještě v průběhu vykonávání mandátu starosty (do roku 1929) byl dne 22. listopadu 1921 jmenován čestným občanem města a v roce 1925 po něm bylo pojmenováno jedno z náměstí v Hradci Králové, a v roce 1933 dokonce čestným starostou Hradce Králové. Roku 1930 obdržel cenu dr. H. Karlíka, v roce 1935 zlatou medaili Zemské jednoty řemeslnických a živnostenských společenstev.

## Připomínky
- Ulrichovo náměstí (od 1925)
- bronzová busta Františka Ulricha (1928) – umístěna v prostorách bývalého ředitelství státních drah, Ulrichovo náměstí. Autor: ak. sochař Karel Samohrd (1895–1970)[24]